# Marblegen
A Marblegen 2018 és 2019 között futott francia animációs kalandsorozat, amelyet Sylvain Dos Santos alkotott. A sorozatot a Monello Productions és a Studio Redfrog gyártotta.
A sorozatot Franciaországban 2018. november 4-én a TF1, míg Magyarországon 2024. április 28-án a Kölyökklub mutatta be.

## Szereplők
| Szereplő       | Eredeti hang | Magyar hang     |
| -------------- | ------------ | --------------- |
| Cosmo          |              | Baráth István   |
| Aisa           |              | Hermann Lilla   |
| Sam            |              | Ács Balázs      |
| Luna Costello  |              | Engel-Iván Lili |
| Zumeo Costello |              | Orbán Gábor     |

További magyar hangok: Dévai Balázs, Laudon Andrea, Markovics Tamás (Kommentátor), Penke Bence, Peregovits Dániel, Gacsal Ádám, Gulás Fanni, Láng Balázs (Aisa apja), Erdős Borcsa (Aisa anyja), Szabó Endre, Németh Kriszta, Szatmári Attila, Szabó Luca, Csuha Lajos, Bordás János, Hám Bertalan, Seder Gábor, Pálmai Szabolcs, Bergendi Áron, Farkasinszky Edit, Csík Csaba, Sótonyi Gábor, Sági Tímea, Vámos Mónika, Czető Roland, Kardos Eszter, Rada Bálint, Kántor Kitty, Albert Gábor, Bácskai János, Fehérváry Márton, Bartók László, Rostás Ábel, Lamboni Anna, Koncz István, Czvetkó Sándor, Forgács Gábor, Magyar Viktória, Mezei Kitty, Andrádi Zsanett, Dézsy Szabó Gábor, Pásztor Tibor, Tokaji Csaba, Farkas Zita (Baba), Bodrogi Attila, Mikula Sándor

## Évadok
| Évad | Évad | Epizódok    | Eredeti sugárzás  | Eredeti sugárzás   | Magyar sugárzás   | Magyar sugárzás |
| Évad | Évad | Évadpremier | Évadfinálé        | Évadpremier        | Évadpremier       | Évadfinálé      |
| ---- | ---- | ----------- | ----------------- | ------------------ | ----------------- | --------------- |
|      | 1    | 26          | 2018. november 4. | 2019. december 11. | 2024. április 28. | 2024. május 3.  |

## Epizódok
| #   | Eredeti cím                          | Magyar cím                   | Eredeti premier    | Magyar premier    |
| --- | ------------------------------------ | ---------------------------- | ------------------ | ----------------- |
| 1.  | La naissance des Météores - partie 1 | A meteorok születése 1. rész | 2018. november 4.  | 2024. április 28. |
| 2.  | La naissance des Météores - partie 2 | A meteorok születése 2. rész | 2018. november 4.  | 2024. április 28. |
| 3.  | Dédale                               | Daidalosz                    | 2018. október 26.  | 2024. április 29. |
| 4.  | Chevaliers d'un jour                 | Egynapos lovag               | 2018. november 21. | 2024. április 29. |
| 5.  | La relève                            | Amber                        | 2018. november 16. | 2024. április 29. |
| 6.  | La part d'ombre de Luna              | Luna sötét oldala            |                    | 2024. április 29. |
| 7.  | ?                                    | Holdtánc                     |                    | 2024. április 29. |
| 8.  | ?                                    | A támogató                   |                    | 2024. április 30. |
| 9.  | ?                                    | A varázsbarlang              |                    | 2024. április 30. |
| 10. | ?                                    | Unik                         |                    | 2024. április 30. |
| 11. | ?                                    | A leghosszabb nap            |                    | 2024. április 30. |
| 12. | ?                                    | Califerax                    |                    | 2024. április 30. |
| 13. | ?                                    | Farkaskutya                  |                    | 2024. május 1.    |
| 14. | ?                                    | Cosmo, a feledékeny          |                    | 2024. május 1.    |
| 15. | ?                                    | Bombi visszatért             |                    | 2024. május 1.    |
| 16. | ?                                    | Újjaszületés                 |                    | 2024. május 1.    |
| 17. | ?                                    | A porondon                   |                    | 2024. május 1.    |
| 18. | ?                                    | Harc Bellatrixért            |                    | 2024. május 2.    |
| 19. | ?                                    | Vulkán ébredése              |                    | 2024. május 2.    |
| 20. | ?                                    | Szabotázs                    |                    | 2024. május 2.    |
| 21. | ?                                    | Athanor után kutatva         |                    | 2024. május 2.    |
| 22. | ?                                    | Quetzalcoatl, az enyésző     |                    | 2024. május 2.    |
| 23. | ?                                    | Az aranyszemű tyúk           |                    | 2024. május 3.    |
| 24. | ?                                    | Megátkozva                   |                    | 2024. május 3.    |
| 25. | ?                                    | Phobos választása            |                    | 2024. május 3.    |
| 26. | ?                                    | A döntő                      |                    | 2024. május 3.    |